# 1944
Évszázadok: 19. század – 20. század – 21. század
Évtizedek: 1890-es évek – 1900-as évek – 1910-es évek – 1920-as évek – 1930-as évek – 1940-es évek – 1950-es évek – 1960-as évek – 1970-es évek – 1980-as évek – 1990-es évek
Évek: 1939 – 1940 – 1941 – 1942 –  1943 – 1944 – 1945 – 1946 – 1947 – 1948 – 1949

## Események

### Január
- január 1.
  - Varsóban megalakul az Országos Nemzeti Tanács (KRN), melynek elnökévé Bolesław Bierut választják. (A Nemzeti Tanácsban a Lengyel Munkáspárton kívül a Parasztpárt balszárnya, a demokraták és különböző csoportok, szervezetek képviseltetik magukat.)[1]
  - A németek megalakítják angol hadifoglyokból szervezett Brit Szabadcsapatok nevű SS-alakulatot.
- január 4. – Polgármesteri rendelettel szabályozzák Budapesten a világítási célokra használt petróleum jegyre történő kiadását. (A sötétségre való tekintettel januárban egy szelvényre két liter, februárban már csak másfél, míg március hónapra csak egy liter petróleum adható ki az erre kijelölt helyeken.)
- január 16. – Franklin D. Roosevelt amerikai elnök kihallgatáson fogadja Habsburg Ottót. (Habsburg Ottó beszámolója alapján az elnök kifejtette, hogy „nem látná szívesen Magyarország szovjet megszállását, helyeselné viszont, ha az állam élére Ottó állna”.)[2]
- január 17. – Budapest nagy kulturális eseménye: A Vigadóban Herbert von Karajan vezényel.
- január 22. – A szövetségesek VI. hadteste, Lucas tábornok vezetésével partra száll Anzionál.
- január 27. – Leningrád felszabadul a német blokád alól.[3]

### Február
- február 11. – Magyarországon bevonják a beszolgáltatandó mezőgazdasági termékek körébe a húsipari termékeket, és készítményeket.
- február 16. – Elrendelik, hogy a budapesti mozisoknak rádiófelügyeletet kell tartani, és amennyiben légiriadó veszélye áll fenn, úgy az előadásokat félbe kell szakítani.[4]
- február 20. – február 26. A szövetséges légierő folyamatos szőnyegbombázással bénítja meg a német repülőgépipari centrumokat, közel 11 000 tonna bomba ledobásával.

### Március
- március 3. – A Vörös Hadsereg átlépi az odessza-lvovi vasút vonalat.
- március 4. – Az Angliából felszálló 8. légi hadsereg kötelékei – jelentős veszteség árán – először bombázzák Berlint.[5]
- március 11. – Lakatos Géza, a Szovjetunióban állomásozó magyar haderők megszálló feladatokat ellátó főparancsnoka kihallgatást kér Hitlertől és csapatai visszavonását kérvényezi. („Magyarország végzetesen téved, ha a Szovjet-Oroszországgal különbékét akar kötni. Ellenkezőleg, Magyarországnak az eddigieknél is nagyobb áldozatokat kell hoznia. Mindent, az utolsó emberig a frontra kell küldeni”[6] – nyilatkoztatta ki a Führer.)
- március 12. – Berlinben Hitler új hadműveleti parancsot ad ki Magyarország ellen. („A birodalmi kormány élén Kállayval, Magyarország árulását készíti elő a szövetséges hatalmakkal szemben. (…) Nem tűrhetem, hogy az olaszországi helyzethez hasonlóan a végrehajtott árulással meglepjenek bennünket, ezért elhatároztam, hogy eltávolítom az áruló magyar klikket.”[6] Életbe lépnek a Magyarország katonai megszállására vonatkozó, már jó előre elkészített német hadműveleti tervek. A megszállás katonai „levezetésével” Maximilian Von Weichs vezértábornagyot bízza meg a Führer, egyelőre titkosított megbízatással, aki ezt követően bécsi hotelszobájában várja a hadparancs „élesítését”.)
- március 13. – A Vörös Hadsereg elfoglalja Herszon térségét.
- március 17. – A szövetséges légi kötelékek Bécs elleni első támadása.[5]
- március 18.
  - Adolf Hitler Klessheimben közli Horthy Miklós kormányzóval, hogy elhatározta Magyarország katonai megszállását.
  - A Szovjetunióban döntést hoznak, és megkezdik az I. Lengyel Hadsereg megszervezését.
- március 19. – Hajnali 4 órától a Margarethe hadművelet során német csapatok – szórványos magyar ellenállás mellett – megszállják Magyarországot.[7] Kállay Miklós miniszterelnök beadja lemond. Hitler Edmund Veesenmayert nevezi ki a megszállt Magyarország teljhatalmú birodalmi biztosává.
- március 20. – Adolf Eichmann utasítást ad zsidó tanács megalakítására. (A Stern Samu elnökletével megalakult Magyar Zsidók Központi Tanácsát április 22-én kormányrendelet törvényesíti, és ezzel megkezdi a Harmadik Birodalom a „zsidókérdés végleges megoldását”.)
- március 22. – Megalakul a Sztójay Döme vezette németbarát kormány.[8]
- március 26. – A szovjet csapatok a Prut folyónál elérik a szovjet–román határt.
- március 31. – Winston Churchill brit miniszterelnök és Franklin D. Roosevelt amerikai elnök aláírja a Hyde Park egyezményt, melynek értelmében Nagy-Britannia és az Amerikai Egyesült Államok nem adhatja ki az atomfegyverek fejlesztése során szerzett ismereteket.

### Április
- április 3. – A szövetséges hatalmak első alkalommal hajtanak végre bombatámadást Budapest ipartelepei ellen. (A 933 polgári áldozatot követelő légitámadás során[9] életét veszti egyebek közt az ismert és közkedvelt magyar színésznő, Zilahy Irén is.)[10]
- április 4. – Fóris Istvánt, az illegalitásban működő Román Kommunista Párt vezetőjét – Gheorghe Gheorghiu-Dej kezdeményezésére – letartóztatják.
- április 5.
  - Átveszi hivatalát Kárpátalja negyedik, s egyben utolsó kormányzói biztosa, Vincze András altábornagy.
  - 1944. évi 1.240 M.E. rendelet a zsidók megkülönböztető jelzéséről: ettől a naptól zsidók a ruhájukon hatágú sárga csillagot kötelesek viselni az utcán.
- április 6. – a belügyminiszter betiltja gróf Károlyi Józsefné és Károlyi István 1940-ben alapított, németellenes, irodalmi Madách Színházát.
- április 10. – Odesszát visszafoglalja az előrenyomuló Vörös Hadsereg.
- április 13. – A szövetségesek légicsapást mérnek a győri Rába Vagon- és Gépgyárra.[11]
- április 16.
  - A brit–amerikai szövetséges légierő lebombázza Belgrádot, mintegy 1100 polgári lakos veszti életét.
  - Felállítják az első magyarországi gettókat Kárpátalján.
- április 21. – Károlyi Mihály vezetésével megalakul az Angliai Magyar Tanács.[12]
- április 26. – A Szlovák Nemzeti Tanács kapcsolatba lép a szlovák hadsereg tábornokával, Ján Goliannal, aki elvállalja a szlovák nemzeti felkelés katonai előkészítését.[13]

### Május
- május 1. – Vitéz Heppes Aladár repülő őrnagy parancsnoksága alatt – a korábbi 2/1. kolozsvári, az 1/1. szolnoki és 5/3. mátyásföldi vadászrepülő-századokból – létrehozzák a Magyar királyi 101/I. honi vadászrepülő-osztályt.
- május 12. – Adolf Hitler Klessheimben Jozef Tisóval és Vojtech Tukával tárgyal, ahol a Führer Szlovákiától katonai erőfeszítéseinek fokozását, ütőképes véderő bevetését követeli.[13]
- május 15.
  - A magyarországi zsidóság tömeges deportálásának kezdete.[14]
  - Megegyezés Jugoszlávia és a Szovjetunió között. (A Vörös Hadsereg hadműveletei kiterjednek Jugoszlávia területére is.)[15]
- május 17. – Brit nyomásra átalakul a Londonban székelő jugoszláv emigráns kormány, melynek elnöke a horvát Ivan Šubašić (július 8-ától).[15]
- május 18.
  - Márton Áron római katolikus püspök a kolozsvári főtéri templomban mondott szentbeszédében tiltakozik a zsidóellenes intézkedések ellen.[16]
  - Olaszországban, a szövetséges erők oldalán harcoló második lengyel hadtest elfoglalja Monte Cassinót.
  - Kliment Vorosilov tábornok felügyelete alatt, Ivan Szerovnak, a Szovjetunió belügyminisztériuma népbiztosának vezetésével kezdetét veszi a krími tatár lakosság erőszakos kitelepítése, amire a németekkel való együttműködés vádja szolgáltatta az ürügyet.[17]
- május 25. – Német támadás Otto Skorzeny vezetésével Tito főhadiszállása ellen (Lóugrás-hadművelet). (Titónak egy szovjet repülőgépen sikerült elmenekülnie.)[15]

### Június
- június 2. – Angolszász légitámadás Kolozsvár ellen.[18]
- június 6. – 
  - A normandiai partraszállás.[19]
  - A szövetséges csapatok felszabadítják Rómát.[20]
- június 10. – SS-csapatok lemészárolják a francia Oradour-sur-Glane falu lakosait.[19]
- június 16. – Az első Tito–Šubašić egyezmény. (Az emigráns kormány elismeri Tito hadseregét, a monarchia kérdését viszont nyitva hagyják a háború végéig.)[15]
- június 17. – Kikiáltják Izland függetlenségét.
- június 22. – Kezdetét veszi a Bagratyion-hadművelet, mely során a Vörös Hadsereg szétveri és megsemmisíti a német Közép Hadseregcsoportot, és eléri a Visztulát.[21]
- június 23. – Horthy Miklós kormányzó vitézzé avatja Sztójay Döme miniszterelnököt.[22]
- június 27. – Az angol–amerikai csapatok elfoglalják Cherbourg-t.[19]
- június 30. – Romániában a Munkásegység Front (Román Kommunista Párt, Román Szociáldemokrata Párt) és a történelmi pártok – úm. a Nemzeti Liberális Párt és a Nemzeti Parasztpárt – megalakítják a Nemzeti Demokratikus Blokkot.

### Július
- július 3. – A szovjet csapatok bevonulnak Minszkbe.
- július 6. – Horthy Miklós kormányzó utasítására az I. esztergomi páncélos hadosztály megakadályozza a budapesti zsidók Németországba hurcolását.[22]
- július 13. – A Vörös Hadsereg elfoglalja Vilniust,[23] majd lefegyverzi a lengyel honi hadsereget, amellyel együtt foglalta el a litván várost.[1]
- július 14. – A szovjet vezetést Heliodor Píka cseh ezredes tájékoztatja a szlovák felkelés előkészületeiről. (Zsukov tábornok a felkelés összehangolását kéri a szovjet haditervekkel.)[13]
- július 17. – A balti államok ellen irányuló szovjet offenzíva kezdete.
- július 20.
  - Sikertelen merénylet Hitler ellen,[24] s így meghiúsul a német tábornokok összeesküvése. (Hitler életben marad, s a közjáték végeredménye: a német hadseregben a nácipárt befolyása kerekedik felül.)
  - Felszabadul a német megszállás alól az első lengyel terület Lublin közelében. (A felszabadító harcokban a Vörös Hadsereg oldalán részt vesz a Kościuszko hadosztalyból kinőtt 1. lengyel hadsereg is.)[1]
- július 21.
  - Az országos nemzeti tanács rendeletet ad ki, melynek értelmében az 1. lengyel hadsereg egyesül a népi hadsereggel. (Ennek következményeképp megalakul a lengyel haderő (Wojsko Polskie), mely a Vörös Hadsereggel együtt folytatja a harcot a németek ellen egészen a berlini ütközetig.)[1]
  - A Szovjetunióban élő, és baloldali gondolkodású lengyel emigránsok életre hívják a lublini Lengyel Nemzeti Felszabadító Bizottságot (más néven a Lublini Bizottságot), amely Lengyelországban az ideiglenes kormány szerepét tölti be a német befolyás alól felszabadított lengyel térségben (Polski Komitet Wyzwolenia Narodowego, PKWN).
- július 22. – A PKWN kiadja Chelmben a radikális politikai és gazdasági reform kiáltványát, az úgynevezett júliusi kiáltványt, amely a baloldali kormányzás alapját határozza meg. Ez az évforduló Lengyelország hivatalos nemzeti ünnepei közé kerül.[25]
- július 24. – Lengyelországban felszabadul a majdaneki haláltábor.
- július 25. – A PKWN Chełmből átteszi székhelyét Lublinba („lublini bizottság”). (A bizottság a Vörös Hadsereg által felszabadított területen elkezdi az államügyek intézését.)[1]
- július 26. – A Szovjetunió és Lengyelország határegyezményt köt.[1]

### Augusztus
- augusztus 1.
  - Kirobban a varsói felkelés – Tadeusz Bor-Komorowskival, a honi hadsereg vezetőjével az élen –, amelynek célja a náci elnyomás megtörése.[1]
  - A Szovjetunió külügyminisztériuma hivatalos levélben erősíti meg, hogy a szovjet kormány elismeri a PKWN-t.[1]
- augusztus 2. – Törökország megszakítja a diplomáciai és gazdasági kapcsolatokat Németországgal.
- augusztus 3–10. – Sztálin felszólítására a londoni lengyel emigráns kormány miniszterelnöke, Stanisław Mikołajczyk és a kormány néhány tagja a Felszabadító Bizottsággal folytat tárgyalásokat Moszkvában.[1]
- augusztus 7. – Hitler Dietrich von Choltitz tábornokot nevezi ki Nagy-Párizs katonai parancsnokának. (Négy nappal később a Führer egy erődparancsnok előjogaival ruházta fel, így a tábornok a város minden civil és katonai erőforrásával rendelkezhetett, hogy megvédje a rábízott „erődöt”.)[26]
- augusztus 10.
  - A szövetséges erők felszabadítják Nantest.
  - Lublinból megkezdi sugárzását a szabad lengyel rádió.[1]
- augusztus 11.
  - Az egyre nagyobb létszámú partizánosztagok növekvő aktivitása miatt a szlovák kormány az ország egész területén bevezeti a statáriumot.
  - A szövetségesek bevonulnak Firenzébe.
- augusztus 12. – A szlovák kormány statáriumot hirdet, hogy megakadályozza a partizánmozgalom kiterjedését.[13]
- augusztus 12–13. – Churchill–Tito találkozó Nápolyban. (Tito nem fogadja el Churchill javaslatát az emigráns kormánnyal való egyesülésére.)[15]
- augusztus 15.
  - Általános sztrájk tör ki Párizsban.[26]
  - A szövetségesek partraszállnak Provence-ban.[19]
- augusztus 20.
  - Raoul Nordling, a semleges Svédország párizsi konzuljának közvetítésével átmeneti tűzszünet jön létre a németek és a párizsi felkelők között.[26]
  - Indiából végleg kiverik a japán csapatokat.
  - Az oroszok támadást indítanak a román határnál felsorakozott német és román csapatok ellen, megsemmisítő mérve a szövetségesekre. (Néhány nap alatt áttörték a frontot.)[27]
- augusztus 21. – A Lengyel Nemzeti Bank kibocsátja első kincstárjegyeit a szabad Lengyelországban.[1]
- augusztus 21–26. – Dumbarton Oaksban tartott konferencián kidolgozzák az ENSZ alapszabályait.
- augusztus 22. – A szovjetek elfoglalják Iaşit.
- augusztus 23.
  - I. Mihály román király – a királyi palotában – letartóztatja a fegyverszüneti feltételek aláírását elutasító Ion Antonescu marsallt,[28] névrokonát, Mihai Antonescu külügyminisztert, valamint még több németbarát politikust és katonatisztet; Románia átáll a szövetségesek oldalára.
  - Hitler parancsba adja Dietrich von Choltitz tábornoknak, a párizsi német helyőrség kormányzójának, hogy a lehető legnagyobb pusztítást okozzák a városban. („Történjenek meg az előkészületek a Szajna hídjainak felrobbantására. Párizs nem kerülhet az ellenség kezére, legfeljebb rommezőként.”)[26]
- augusztus 24.
  - A bukaresti királyi palotából – erős őrizet mellett – elszállítják a letartóztatott németbarát minisztereket.
  - Megalakul a Constantin Sănătescu vezette új kormány Romániában, amelyben a Nemzeti Demokratikus Blokk (Blocul Naţional Democrat) mind a négy pártja tárcához jut.
  - A szovjetek bevonulnak Kisinyovba.
- augusztus 24–25. – A Luftwaffe romániai katonai missziójának parancsnoka, Alfred Gerstenberg tábornok vezette német erők sikertelen kísérlete a román főváros, Bukarest megszállására és az általuk puccsnak minősített hatalomátvétel leverésére. (A németek a Iosif Teodorescu tábornok, helyőrségparancsnok irányítása alatt álló, jól kiképzett és felfegyverzett, német tankokkal is ellátott román csapatok heves ellenállásába ütköznek.)[28]
- augusztus 25.
  - Románia hadat üzen Németországnak.[28]
  - A szövetséges erők felszabadítják Párizst.[26]
  - A Vörös Hadsereg bevonul a román fővárosba, Bukarestbe.[28]
- augusztus 26.
  - A Magyarország felé visszavonuló 8. német hadsereg Abraham harccsoportját támadó szovjet egységek az Úz völgyében elérték Magyarország határát és harcérintkezésbe kerültek a székely határőrzászlóaljakkal. (Így Magyarország területe is hadszíntérré vált.)
  - A román csapatok elfoglalják a Ploiești környéki olajmezőt, az azt védő gyenge német egységeket pedig augusztus 29-ére végleg legyőzik.[28]
- augusztus 27. – Szovjet légitámadás éri Ungvárt.
- augusztus 28. – Fegyveres felkelés tör ki Lyonban.
- augusztus 29.
  - Kitör a szlovák nemzeti felkelés Besztercebányán.
  - Horthy Miklós kormányzó Lakatos Géza tábornokot nevezi ki miniszterelnöknek.[29]
- augusztus 31.
  - A szovjet erők bevonulnak Bukarestbe.[30]
  - Romániában visszaállítják az 1923-as alkotmányt, amelyet II. Károly király 1938 februárjában függesztett fel.[30]

### Szeptember
- szeptember 1. – A szövetségesek felszabadítják Arras, Dieppe, Verdun és Rouen városokat.
- szeptember 2.
  - A szovjet csapatok elérik a bolgár–román határt.
  - Finnország megszakítja a diplomáciai kapcsolatait Németországgal.
- szeptember 3. – A szövetséges csapatok bevonulnak Brüsszelbe.
- szeptember 5.
  - Štefan Tisóval az élen új szlovák kormány alakul.[31]
  - A Szovjetunió hadat üzen Bulgáriának.[30]
  - Magyarország megtámadja Romániát.[30]
- szeptember 6.
  - A szovjet csapatok elérik a román–jugoszláv határt.
  - Lengyelországban a PKWN törvényerejű rendeletet ad ki a földreformról. (A reform 9 300 földbirtokra terjed ki, s több mint 1 millió parasztcsalád között több mint 6 millió hektár földet osztanak szét. Így 814 ezer új parasztgazdaság jön létre, s több mint 254 ezer parasztgazdaság területe növekszik.)[1]
- szeptember 8. – Becsapódik Londonba az első V–2 rakéta, mely a második világháború idején a Harmadik Birodalomban kifejlesztett egyfokozatú, folyékony hajtóanyagú ballisztikus rakéta volt.
- szeptember 9–17. – Felkelés tör ki Bulgáriában, mely a kormány bukásához vezet.
- szeptember 9. – Az amerikai csapatok felszabadítják Luxemburgot.
- szeptember 10.
  - A Koronatanács ülésén a kormányzó bejelenti elhatározását, hogy fegyverszünetet köt a Szovjetunióval.[32]
  - Finnország fegyverszünetet köt a Szovjetunióval.
- szeptember 10–11. – Az újjászervezett Lengyel Szocialista Párt konferenciája megválasztja az ideiglenes főtanácsot és a központi végrehajtó bizottságot.[1]
- szeptember 11. – Az angol erők benyomulnak Hollandiába.
- szeptember 12.
  - A román kormány megbízottjai Moszkvában aláírják a fegyverszüneti egyezményt.[33]
  - A szovjet egységek elérik Varsó külvárosát.
  - A németek a Bánság térségében támadást indítanak Románia ellen.
  - A magyarok hosszú harcok után kénytelenek feladni Aranyosgyérest a szovjetekkel szemben.
  - II. Péter jugoszláv király felhívása az ország lakosságához, hogy csatlakozzon Tito hadseregéhez.[15]
- szeptember 13. – A magyar és német csapatok elfoglalják Aradot.[34]
- szeptember 14. – A Vörös Hadsereg és az 1. lengyel hadsereg Kościuszko hadosztálya beveszi Pragát (Varsó keleti részét).[1]
- szeptember 14–20. – A szovjet-román csapatok Pankotánál megállították a magyar-német előrenyomulást.
- szeptember 15. – Kezdetét veszi a tordai csata.
- szeptember 16. – A németek ostrom alá veszik Temesvárt, de nem sikerül elfoglalniuk.
- szeptember 17. – Bulgária hadat üzen Németországnak.
- szeptember 19. – A magyar honvédség vereséget szenved a szovjet-román csapatoktól Ópálos térségében.
- szeptember 21.
  - A szovjet csapatok Szlovákia területére lépnek.
  - A magyar csapatok feladják Aradot az orosz túlerővel szemben.
- szeptember 22.
- Náday István vezérezredes a szövetségesek olaszországi főhadiszállására repül fegyverszüneti tárgyalások végett, küldetése azonban sikertelen.[7]
- A szovjet hadsereg elfoglalja Tallinnt.[35]
- szeptember 23. – A szovjet hadsereg átlépi a magyar határt.[36]
- szeptember 26.
  - A Maniu-gárda a székelyföldi Szárazajtán lemészárol 13 székely lakost.
  - A magyar tábori csendőrség lemészárolja Nagysármás és Kissármás 126 zsidó lakosát.
- szeptember 26–27. – A lengyel demokratikus erők egyesítik erőiket a varsói harcokban, s kiegészítő parancsnokságot hoznak létre a néphadsereg, a lengyel nemzeti hadsereg és a védelmi csapatok számára.[1]
- szeptember 28.
  - Horthy Miklós kormányzó megbízásából Moszkvába indul a magyar fegyverszünetről tárgyaló delegáció.[37] (A delegáció vezetője Faragho Gábor vezérezredes, tagjai Szent-Iványi Domokos és Teleki Géza.)[7]
  - Szovjet–jugoszláv közös közlemény, mely szerint a Vörös Hadsereg ideiglenesen Jugoszlávia területére lép. (A közigazgatás a népfelszabadító bizottságok hatáskörébe kerül.)[38]
  - A Bolesław Bierut vezette küldöttség – mely az országos nemzeti tanács és a PKWN tagjaiból áll – előzetes tárgyalásokat folytat Moszkvában Lengyelország jövőbeni határairól és a Lengyelországnak nyújtandó szovjet segítségről.[1]
- szeptember 30. – A németek – a Hlinka-gárda osztagainak közreműködésével – megkezdik a még Szlovák Köztársaságban maradt zsidók deportálását.

### Október
- október 1. – Kezdetét veszi a lappföldi háború.
- október 2.
  - Székelyföldön visszaállítják a régi román királyi közigazgatást.
  - Lengyelországban a varsói felkelés vezérkara megadja magát a német hadvezetésnek. (A lázadás megtorlásául Hitler elrendeli Varsó bombázását. A bombázás során Varsó épületeinek közel 80%-át lerombolják.)[39]
- október 5. – Angol csapatok szállnak partra Görögországban.
- október 6.
  - A Szovjetunióban alakult csehszlovák hadtest katonái átlépik a Szlovák Köztársaság határát.
  - Egy kommunista akciócsoport, az ún. „Marót-különítmény” felrobbantja Gömbös Gyula egykori miniszterelnök szobrát.
- október 7. – Lengyelországban felállítják a visszahonosítási állami hivatalt.[1]
- október 8.
  - A Maniu-gárda lemészárol 11 székelyt Csíkszentdomokoson.
  - A német biztonsági szervek hajnalban elrabolják és a mauthauseni koncentrációs táborba hurcolják a budapesti I. hadtest parancsnokát, Bakay Szilárd altábornagyot, akinek a kezében összpontosult, és aki kulcsszerepet játszott a kiugrási kísérlet katonai biztosításában Budapesten.[40]
- október 9–20. – Sztálin és Churchill moszkvai tárgyalásain kijelölik a balkáni érdekszférákat.[41]
- október 11.
  - Horthy Miklós megbízottai Moszkvában aláírják az előzetes fegyverszüneti megállapodást.[7][32]
  - A szovjet és a román hadsereg bevonul Kolozsvárra.[41]
- október 12. – Romániában a baloldali erők – a Román Kommunista Párt, a Szociáldemokrata Párt, a Hazafias Szövetség és az Ekésfront – az Országos Demokratikus Arcvonalban (Frontul Național Democrat) tömörülnek.
- október 13.
  - A szovjetek bevonulnak Rigába.[23]
- október 14. – Szovjet kézen Ukrajna.
- október 15.
  - Horthy Miklós kiugrási kísérlete a II. világháborúból, rádióbeszédében bejelenti, hogy fegyverszünetet kér a Szovjetuniótól.[7]
  - A Gestapo elfogja ifjabb Horthy Miklóst, a kormányzó családját a pápai nunciatúrára menekítik.[32]
  - Este beolvassák a Rádióban Szálasi Ferenc hadparancsát, amit utána röplap formájában repülőgépről is terjesztenek.[27]
  - A magyar hatóságok elrendelték Ungvár kiürítését, s ezzel gyakorlatilag megszűnt a magyar közigazgatás egész Kárpátalján. Páncélököl hadművelet (Budai Vár, október 16.) Otto Skorzeny és Andrian von Fölkersam a Budai Várban (október 16.)

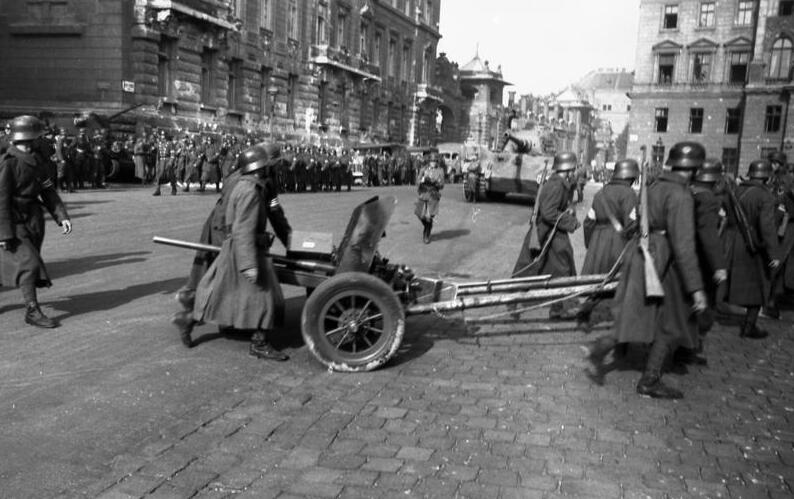
Páncélököl hadművelet (Budai Vár, október 16.)

- október 16.

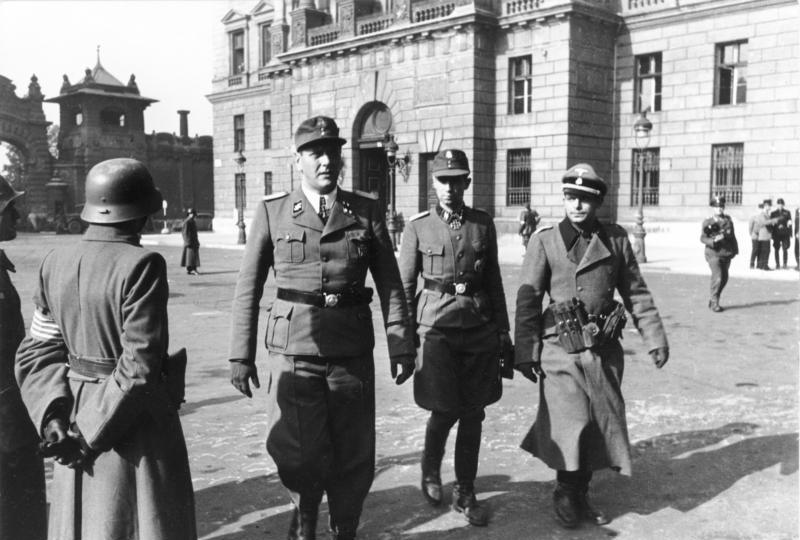
Otto Skorzeny és Andrian von Fölkersam a Budai Várban (október 16.)

  - Reggel 6 órától az 503. német páncélososztály, a 22. SS lovashadosztály részei és az 502. SS ejtőernyős vadászzászlóalj ostrom alá veszi a Budai Várat.
  - A Várat védők rövid tűzharc után felsőbb utasításra átadják a németeknek.[27]
  - A németek őrizetbe veszik Horthy Miklós kormányzót, Lakatos Géza miniszterelnököt és környezetüket.[27]
  - Horthy visszavonja kiáltványát és lemond kormányzói tisztségéről. (A németek a bajorországi Weilheim közelében fekvő Schloss Hirscgbergbe viszik, és házi őrizet alá helyezik.)[32]
  - Megalakul Szálasi Ferenc kormánya.[29]
  - Brassóban – a Romániai Magyar Dolgozók Szövetségének utódaként – megalakul a baloldali irányvonalú Romániai Magyar Népi Szövetség (MNSZ).
  - A román kommunista és a szociáldemokrata miniszterek kivonulnak a Sănătescu-kormányból.
  - Dálnoki Miklós Béla vezérezredes, az északkeleti Kárpátokban harcoló 1. magyar hadsereg parancsnoka, tisztikarának egy részével átáll a Vörös Hadsereghez.
- október 20.
  - Hitler „Volksturm” hadsereget állít fel Himmler vezetésével, szolgálatba behíva minden német férfit 16 és 60 év között.
  - Jugoszláv partizánok és a Vörös Hadsereg elfoglalják Belgrádot.[42]
- október 21.
  - Az amerikaiak bevonulnak Aachenbe.
  - A Maniu-gárda Egeresen lemészárol 13 magyar nemzetiségű személyt.
- október 22. – Szovjet csapatok norvég területre érkeznek.
- október 23. – A szovjet erők bevonulnak Kelet-Poroszországba.
- október 25.
  - A japán császári katonai vezetés először alkalmaz kamikazékat (Fülöp-szigetek, Leyte-öböl).
  - Josip Broz Tito aláírja azt a rendeletet, amellyel katonai közigazgatást vezetnek be a mai Vajdaság területén.[43]
- október 28. – Bulgária és a szövetséges hatalmak fegyverszünetet kötnek.[44]
- október 30. – A Maniu-gárda lemészárol 11 magyar nemzetiségű bánffyhunyadi lakost.
- október 31. – Az angol csapatok hídfőt létesítenek a Maas folyón.

### November
- november 1. – A második Tito–Šubašić egyezmény, amely megerősíti a föderalizmus elvét. (A Jugoszlávia Népfelszabadító Antifasiszta Tanácsa (AVNOJ) a választásokig törvényhozó testület  marad, s a király átruházza jogait a Helytartó Tanácsra (HT) az államforma végleges eldöntéséig. A HT tagjait a Jugoszláv Nemzeti Felszabadító Bizottsággal egyetértésben nevezik ki.)[42]
- november 2. – A Vörös Hadsereg eléri Budapest déli határát.
- november 3. – A szovjet csapatok elfoglalják Pestszentimrét.[45]
- november 4.
  - Bukarestben Constantin Sănătescu tábornok megalakítja második kormányát.[44]
  - A robbantásra előkészített Margit híd Pest felé eső két hídmezője a Dunába rogyik, miután a hídon elhelyezett és élesített robbanótöltetek egy része működésbe lépett. (Mivel a hidat a polgári forgalom elől nem zárták le, a szerencsétlenségben nagyszámú polgári személy vesztette életét.)[45][46]
- november 5. – Szegeden létrejön a Magyar Kommunista Párt.
- november 6. – Edvard Beneš csehszlovák köztársasági elnök Londonban elismeri a Szlovák Nemzeti Tanács szlovákiai törvényhozói és kormányzati funkcióit.[13]
- november 7. – Franklin Delano Roosevelt elnök harmadik újraválasztása az USA-ban.
- november 8. – Görögország teljesen felszabadul.
- november 9. – Bajcsy-Zsilinszky Endre vezetésével megalakul a Magyar Nemzeti Felkelés Felszabadító Bizottsága.[47]
- november 10. – Megjelenik az Magyar Nemzeti Felkelés Felszabadító Bizottsága kiáltványa, amelyben a legfőbb feladatként a német megszállás és a nyilasok elleni fegyveres felkelés megszervezését jelölték meg.
- november 17.
  - Kárpátalján megkezdődik a magyar és német lakosság deportálása a szolyvai koncentrációs táborba.[48]
  - Az albánok felszabadítják Tiranát.[49]
- november 21. – Az ANVOJ törvényt ad ki arról, hogy az „ellenséges magántulajdon” az állam tulajdonába kerül. (Azoknak a németeknek, akik nem harcoltak a partizánalakulatokban, kisajátítják a magántulajdonát.)[42]
- november 22. – Letartóztatják az MNFFB vezetőit.[50]
- november 23. – A magyar fővárost Hitler erőddé nevezi ki (Festung Budapest), amelyet házról házra, végső kitartással kellett védelmezni.[51]
- november 23–27. – A Duklai-szorosban vívott súlyos harcok után a szovjet hadsereg bevonul a kelet-szlovákiai városokba.[13]
- november 24.
  - Stanisław Mikołajczyk a londoni emigrációs kormányban visszalép a miniszterelnökségtől. (Utóda Tomasz Arciszewski.)[1]
  - Lengyelországban felállítják a politikai pártok központi tanácskozó bizottságát a Lengyel Munkáspárt, a Lengyel Szocialista Párt és a Demokrata Párt közötti együttműködés keretében.[1]
  - Észtország szovjet kézen.
- november 26. – Munkácson első ülését tartja a kárpátaljai tanácsok kongresszusa, ahol a Szovjet-Ukrajnával való egyesülést szorgalmazzák.[13]
- november 29.
  - Megjelenik Vajna Gábor nyilas belügyminiszter rendelete a budapesti gettó felállításáról.
  - A nemet csapatok elhagyják Albániát.[52]
- november 30. – A visszavonuló német csapatok felrobbantják a lakihegyi adótornyot.

### December
- december 2.
  - Romániában megbukik a Sănătescu-kormány.[53]
  - Hindy Iván, Budapest nyilas-párti városparancsnoka teljhatalmat kap a kormánytól.
  - Szegeden megalakul a Magyar Nemzeti Függetlenségi Front (MNFF).[54]
- december 4. – A Vörös Hadsereg a Balaton–Dunaföldvár vonal mentén támad
- december 4. – Adolf Hitler német kancellár Budapestet erőddé nyilvánítja
- december 5. – Győrffy Gyula repülő-alezredest kötél általi halálra ítélik, mert nem hirdette ki a tisztikara és a legénység előtt a harc további folytatására vonatkozó felsőbb parancsot, az októberi fordulat idején. (A parancs megtagadásáért, amellyel sokak életét mentette meg, életével fizet.)[55]
- december 6.
  - Az amerikaiak átkelnek a Saar folyón.
  - Bukarestben megalakul a Rădescu-kormány.[53]
- december 7. – Szálasi Ferencet Hitler egyeztetés végett Berlinbe rendeli. (A látogatásról a lapok hivatalos jelentést tesznek közzé.)
- december 8.
  - Elfogják és kivégzik a magyarországi ellenállás fő vezetőit (Bajcsy-Zsilinszky Endre, Kiss János, Nagy Jenő, Tartsay Vilmos stb.)
  - A szovjet csapatok átkelnek a Dunán, és Csepel térségében hat hídfőállást létesítenek.
- december 9. –  Soos Géza és a Kiugrási Iroda küldöttsége – egy lopott német felségjelű repülőgéppel – megérkezik az olaszországi Bariba.[56]
- december 10. – Francia–szovjet egyezmény aláírása.[19]
- december 13. – Magyarországon, a Balaton és a Duna közötti arcvonalon megerősített szovjet támadás veszi kezdetét.
- december 15. – Budapesten utoljára jelennek meg polgári lapok.
- december 16. – A németek utolsó nagy ellentámadásukat indítják meg az Ardennekben.
- december 19.
  - A budapesti német nagykövetség személyzete, valamint minden német érdekképviselet a Dunántúlra távozik.
  - Romániában eltörlik a zsidóellenes rendelkezéseket.[57]
- december 20. – Budapesten már nappal is állandósul a szovjet ütegek ágyúzaja.
- december 21.
  - Debrecenben összeül az egykamarás Ideiglenes Nemzetgyűlés.[58] (Tagjait többségében a Magyar Nemzeti Függetlenségi Front (MNFF) pártjai – úgymint, a Magyar Kommunista Párt (MKP), a Szociáldemokrata Párt (SZDP), a Nemzeti Parasztpárt (NPP), a Független Kisgazda-, Földmunkás- és Polgári Párt (FKGP), illetve a Polgári Demokrata Párt (PDP) – és pártonkívüliek delegálták.)[54]
  - Az Ideiglenes Nemzetgyűlés a képviselőinek soraiból megválasztja a 3 tagú Elnökséget, amely másnap – ideiglenes nemzetgyűlési határozattal – az államfőt megillető kinevezési jogkört kap. (Ezen határozat 1945 őszén emelkedett törvényerőre, mint az 1945. évi II. törvénycikk.)[54]
- december 22.
  - Dálnoki Dálnoki Miklós Béla vezérezredes vezetésével megalakul az ideiglenes nemzeti kormány.[59]
  - Létrejön az Ideiglenes Nemzetgyűlés Politikai Bizottsága, az úgynevezett „kis nemzetgyűlés”.[54]
- december 24. – A fővárosban, Budakeszi irányából megjelennek az első szovjet tankok, estére Hűvösvölgy, Pasarét vonala szovjet ellenőrzés alá kerül.
- december 25.
  - A szovjet csapatok teljesen bekerítik Budapestet, megkezdődik Budapest ostroma, ezzel párhuzamosan az utcai közlekedés teljesen megszűnik.
  - Palotabozsokról és számos más faluból tömegesen hurcolják el a magyarokat Szovjetúnióbeli haláltáborokba.
- december 28.
  - Pilisvörösvár térségében a szovjet csapatok ellenőrzésük alá vonják a Budapest-Bécs országutat. (Az ostromgyűrű minden pontját most már a szovjetek uralják.)
  - Az ideiglenes nemzeti kormány – az Ideiglenes Nemzetgyűléstől kapott felhatalmazás alapján – hadat üzen a hitleri Németországnak.[54]
- december 29. – Kétségbeesett német próbálkozás történik, a budai várban rekedt német katonák utánpótlási vonalának életben tartására, ejtőernyővel ledobott deszantegységek juttatnak élelmet, lőszert a harcolókhoz. Estére a szovjetek uralják a teljes légteret.
- december 30–31. – A 2 ezer küldöttel ülésező I. Lengyel Parasztkongresszus megalakítja a Paraszti Önsegélyező Szövetséget, a parasztság tömegpolitikai és gazdasági szervezetét.[60]
- december 31.
  - Budán a vár aljában, a Széna térnél folynak elkeseredett harcok.
  - A száműzetésben élő görög király, II. György régensének nevezi ki Damaszkinosz athéni érseket. (A főpap közvetítését minden párt elfogadta.)[61]
  - Lengyelországban a KRN 17 tagú ideiglenes kormányt nevez ki, melyben a Lengyel Munkáspárt 5, a Lengyel Szocialista Párt 5, a Parasztpárt 5, a Demokrata Párt 2 fővel képviselteti magát.[62]

## Az év témái

### 1944 az irodalomban
- január 19. – Budapesten kiosztják a Baumgarten-díjakat. A díjazottak közül Benedek Marcell, Gulyás Pál, Kolozsvári Grandpierre Emil egyenként 600 pengő, Berda József és Csapodi Csaba egyenként 2000 pengő, míg Szabó Lőrinc 8000 pengő jutalomban részesül.
- megjelenik Weöres Sándor hetedik verseskötete Meduza címmel, amelyben szerepel egyebek mellett az Őszi éjjel izzik a galagonya c. verse (a Rongyszőnyeg ciklusból)
- Radnóti Miklós megírja utolsó verseit: ...Á La Recherche, Hetedik ecloga, Erőltetett menet, Razglednicák.
- Zilahy Lajos megírja aktuális színművét az asszimilációról Fatornyok címmel
- Szabó Dezső Bölcsőtől Budapestig címmel megjelenteti önéletrajzi írását
- Lukács György új kötete: Írástudók felelőssége
- Bertolt Brecht megírja A kaukázusi krétakör (Der Kaukasische Kreidekreis) című darabját, amelyet a következő évben publikál
- T. S. Eliot 900 soros költemény-kötete Négy kvartett (Four Quartets) címmel
- William Somerset Maugham publikálja új kötetét: Borotvaélen (The Razor's Edge) címmel
- Amerikában bemutatják Tennessee Williams új színpadi művét: Üvegfigurák (The Glass Menagerie) címmel
- Upton Sinclair (1878–1968) szocialista szellemű regényt publikál: Az elnök ügynöke (The Presindential Agent) címmel
- Jean-Paul Sartre egyfelvonásos egzisztencialista drámát ír Zárt tárgyalás (Huis clos) címmel.[19]

### 1944 a jogalkotásban
- október 11. – Gyöngyösi János (későbbi külügyminiszter) újraindítja az 'Alföldi Népújságot.

### 1944 a politikában
- október 13. – a KDNP alakuló ülése

### 1944 a sportban
- A Nagyváradi AC nyeri az NB1-et. Ez a klub első bajnoki címe.

### 1944 a tudományban
- Neumann János és Oskar Morgenstern kidolgozzák a matematikai játékelméletet, amelyet a Theory of games and economic behaviour c. közös könyvben publikálnak.

### 1944 a zenében
- Bemutatják Bartók Béla Hegedű-szólószonátáját

## Születések
- január 2. – Eötvös Péter, kétszeres Kossuth-díjas magyar zeneszerző, zenepedagógus, karmester († 2024)
- január 5. – Schütz Ila, Jászai Mari-díjas magyar színésznő († 2002)
- január 12. – Hornyik Miklós, magyar író, újságíró, kritikus, szerkesztő († 2012)
- január 17. – Françoise Hardy francia énekesnő, színésznő († 2024)
- január 23. – Tahi Tóth László, Kossuth- és Jászai Mari-díjas magyar színész († 2018)
- január 24. – Klaus Nomi, német dalszerző, zenész († 1983)
- január 25. – Ráduly Mihály, magyar zenész
- január 27. – Mairead Corrigan, Nobel-békedíjas ír aktivista
- február 1. – Rubovszky György, magyar jogász, politikus, országgyűlési képviselő († 2017)
- február 2. – Lucian Boia, román történész
- február 9. – Kovács Lajos, Jászai Mari-díjas magyar színész, érdemes művész
- február 13. – Szélyes Imre, Jászai Mari-díjas magyar színművész, rendező († 2023)
- február 21. – Peter Lee Lawrence, német színész († 1974)
- február 22. – Jonathan Demme, amerikai filmrendező († 2017)
- február 24. – Ivica Račan, horvát kormányfő († 2007)
- február 27. – Roger Scruton angol konzervatív filozófus, esztéta († 2020)
- február 29. – Szűcs Endre magyar építész, műemlékvédelmi szakember († 2023)
- március 17.
  - Hantos Balázs, magyar operaénekes, basszus
  - Voith Ági, Jászai Mari-díjas magyar színésznő
- március 19. – Szécsi Pál, magyar énekes († 1974)
- április 3. – Farkas Árpád, Kossuth-díjas erdélyi magyar költő, író, műfordító († 2021)
- április 5. – Martonyi János, magyar ügyvéd, külügyminiszter
- április 7. – Gerhard Schröder, német kancellár
- április 29. – Iglódi István, Kossuth-díjas magyar színész, rendező († 2009)
- május 4. – Huszti Péter, Kossuth- és Jászai Mari-díjas magyar színész, érdemes és kiváló művész, a nemzet művésze
- május 5. – Roger Rees Tony-díjas, walesi, amerikai színművész, rendező († 2015)
- május 12. – Babos Ágnes, magyar kézilabdázó († 2020)
- május 14. – George Lucas, amerikai filmrendező, producer
- május 17. – Szauter Rudolf magyar malomipari gépészmérnök, országgyűlési képviselő († 2008)
- május 20.
  - Joe Cocker, angol blues- és rock-énekes († 2014)
  - Hammang Ferenc, olimpiai bronzérmes, világbajnok magyar  kardvívó
- június 18. – Ittzés János, evangélikus püspök
- június 27. – Bólya Péter, magyar író († 1993)
- július 1. – Bart István magyar író, műfordító, könyvkiadó († 2019)
- július 13. – Rubik Ernő, Kossuth-díjas magyar építész, tervező, feltaláló
- július 24. – H. Bóna Márta, magyar meteorológus († 2011)
- július 25. – Árkai Péter magyar geológus, petrográfus, mineralógus, geokémikus, az MTA tagja
- augusztus 1.
  - Bajkó Károly, magyar birkózó († 1997)
  - Andrew G. Vajna hollwoodi magyar producer, az etyeki Korda Filmstúdió társtulajdonosa († 2019)
- augusztus 19. – Knézy Jenő, magyar sportriporter († 2003)
- szeptember 1. – Leonard Slatkin, amerikai karmester
- szeptember 10. – Pogány Judit, Kossuth-díjas magyar színésznő, a nemzet színésze
- szeptember 17. – Bicskei Bertalan volt magyar válogatott labdarúgó, labdarúgóedző († 2011)
- szeptember 19. – Básti István, olimpiai bajnok magyar labdarúgó
- szeptember 20. – Poór Péter, Máté Péter-díjas magyar táncdalénekes
- szeptember 25. – Michael Douglas, Oscar-díjas amerikai színész, producer
- szeptember 30. – Rolla János, Kossuth-díjas magyar hegedűművész († 2023)
- október 25. – Kovács Kati, Kossuth-díjas  magyar előadóművész, színművésznő, dalszerző
- október 28.
  - Coluche, francia színész, humorista († 1986)
  - Schmidt Gábor magyar kertészmérnök, növénynemesítő († 2014)
- november 2. – Patrice Chéreau, francia rendező, forgatókönyvíró és színész († 2013)
- november 8. – Nemere István, magyar író, műfordító († 2024)
- november 10. – Arthur J. Nascarella, amerikai színész
- november 17.
  - Danny DeVito, Golden Globe-díjas amerikai színész
  - Lorne Michaels, kanadai filmproducer
- november 17. – Monspart Sarolta, magyar tájfutó világbajnoknő, a nemzet sportolója († 2021)
- november 19. – Straub Elek, magyar üzletember
- november 23. – Joe Eszterhas, magyar forgatókönyvíró
- november 28. – Komár László,  magyar énekes, előadóművész († 2012)
- december 1. – John Densmore, amerikai zenész
- december 2. – Ibrahim Rugova, koszovói elnök († 2006)
- december 17. – Bene Ferenc, olimpiai bajnok magyar labdarúgó († 2006)

## Halálozások
- január 11.
  - Galeazzo Ciano olasz külügyminiszter, Mussolini veje (* 1903)
  - Emilio de Bono olasz katonatiszt, a fasiszta mozgalom alapító tagja (* 1866)
- január 12. – Ostenburg-Moravek Gyula katonatiszt, politikus, csendőrparancsnok. (* 1884)
- január 20. – James McKeen Cattell(wd) amerikai pszichológus (* 1860)
- január 22. – Ernest Townsend(wd) angol festő (* 1880)
- január 23. – Edvard Munch norvég expresszionista festő (* 1863)
- január 31. – Jean Giraudoux francia író, drámaíró, diplomata (* 1882)
- február 7.
  - Lina Cavalieri(wd) olasz operaénekesnő (* 1875)
  - Robert E. Park(wd) amerikai szociológus (* 1864)
- február 10. – Eugène Michel Antoniadi(wd) görög-francia csillagász (* 1870)
- február 21. – Szisz Ferenc magyar származású francia autóversenyző, az első Grand Prix győztese (* 1873)
- február 25. – Dési Huber István grafikus és festőművész (* 1895)
- február 29. – Pehr Evind Svinhufvud finn köztársasági elnök (* 1861)
- március 5. – Constant Montald(wd) belga festő, szobrász (* 1862)
- március 9. – Ripka Ferenc politikus, Budapest főpolgármestere (* 1871)
- március 15. – Eduard Zirm(wd) osztrák szemorvos (* 1863)
- március 17. – Henriette Henriot(wd) francia színésznő, modell (* 1857)
- március 19. – Édouard de Castelnau első világháborús francia tábornok volt, a francia hadászatot nagymértékben meghatározó "attaque à outrance" elmélet kidolgozója (* 1851)
- március 26. – Wallace Worsley(wd) amerikai színész, filmrendező (* 1878)
- március 29. – Grace Chisholm Young(wd) angol matematikus (* 1868)
- április 10. – Leo von König(wd) német festő (* 1871)
- április 10. – Dick Purcell(wd) amerikai színész (* 1905)
- április 13. – Cécile Chaminade(wd) francia zeneszerző és zongoraművész (* 1857)
- április 14. – Mary Adela Blagg(wd) brit csillagász (* 1858)
- április 22.
  - Hippolyte Aucouturier(wd) francia kerékpárversenyző (* 1876)
  - Edmund Schulthess(wd) svájci politikus, a Szövetségi Tanács tagja, elnöke (* 1868)
- április 25. – Julier Ferenc katonatiszt, 1919-ben vezérkari főnök, katonai szakíró (* 1878)
- április 29. – Bernardino Machado(wd) portugál politikus, köztársasági elnök (* 1851)
- május 12. (k.) – Kner Imre magyar tipográfus, nyomdász, könyvművész (* 1890)
- május 26. – John Roxborough Norman(wd) brit zoológus, ichtiológus (* 1898)
- május 31. – Amelia Chellini(wd) olasz színésznő (* 1880)
- június 3. – Vadász Endre magyar festőművész, grafikus (* 1901)
- június 6. – Bádonyi Gyula labdarúgó, az első magyar labdarúgó válogatott kapusa (* 1882)
- június 14. – Róth Miksa üvegfestő (* 1865)
- június 20. v. 21. – Láng Ida regényíró, publicista, költő (* 1889)
- június 21.
  - Magyary-Kossa Gyula, farmakológus, egyetemi tanár, MTA-tag (* 1865)
  - Turi Elemér színész (* 1874)
- június 24. – Basch Andor magyar festőművész (* 1885)
- június 25. – Berinkey Dénes, ügyvéd, jogtudós, polgári radikális politikus (* 1871)
- július 6. – Nagumo Csúicsi japán admirális (* 1887)
- július 10. – Lucien Pissarro(wd) francia festő, Camille Pissarro fia (* 1863)
- július 18. – Alan Dinehart(wd) amerikai színész (* 1889)
- július 19. – Will Marion Cook(wd) amerikai zeneszerző, hegedűművész (* 1869)
- július 20. – Mildred Harris(wd) amerikai színésznő (* 1901)
- július 27.
  - Ságvári Endre jogász, antifasiszta ellenálló (* 1913)
  - Farkas Géza magyar hercegprímási uradalmi intéző, közgazdasági író, országgyűlési felsőházi tag (* 1870)
- július 30. – Nyikolaj Nyikolajevics Polikarpov szovjet repülőgép-tervező (* 1892)
- július 31. – Antoine de Saint-Exupéry francia író (* 1900)
- augusztus 1. – Manuel Quezon(wd) Fülöp-szigeteki politikus, katonatiszt, köztársasági elnök (1935-től) (* 1878)
- augusztus 5. – Miskolczy Hugó magyar szolgabíró, országgyűlési képviselő (* 1886)
- augusztus 8.
  - Aino Ackté(wd) finn operaénekesnő (* 1876)
  - Michael Wittmann német katonatiszt, a 101-es nehéz SS-páncélososztály 2. századának parancsnoka (* 1914)
- augusztus 15. – Ștefania Mărăcineanu(wd) román fizikus (* 1882)
- augusztus 19. – Günther von Kluge német katonatiszt (* 1882)
- augusztus 23.
  - II. Abdul-Medzsid oszmán kalifa, az Oszmán Birodalom utolsó szultánja (* 1868)
  - Henryk Sławik vértanúságot szenvedett lengyel diplomata, embermentő (* 1894)
- szeptember 18. – Hendrikus Colijn(wd) holland politikus, miniszterelnök (* 1869)
- szeptember 30. – Bud Jamison(wd) amerikai színész (* 1894)
- október 8. – Gerde Oszkár kétszeres olimpiai bajnok kardvívó (* 1883)
- október 9. – Balogh Rudolf fotóművész (* 1879)
- október 12. – Ramón S. Castillo(wd) argentin politikus, köztársasági elnök (* 1873)
- október 14. – Erwin Rommel német tábornagy (* 1891)
- október 15. – Eliseu Visconti(wd) olasz származású brazil festő, szobrász (* 1866)
- október 17.
  - Pavel Haas(wd) cseh zeneszerző (* 1899)
  - Hans Krása(wd) cseh zeneszerző (* 1899)
- október 18. – Viktor Ullmann(wd) osztrák zeneszerző, karmester, zongoraművész (* 1898)
- október 21. – Lionel Pape(wd) brit-amerikai színész (* 1877)
- október 22. – Richard Bennett(wd) amerikai színész (* 1870)
- október 23. – Charles Glover Barkla Nobel-díjas (1917) angol fizikus (* 1877)
- október 27. – Tekla Trapszo(wd) lengyel színésznő (* 1873)
- október 31. – Henrietta Crosman(wd) amerikai színésznő (* 1861)
- november 1. – Charles Diehl(wd) francia történész, bizantinológus (* 1859)
- november 2.
  - Thomas Midgley(wd) amerikai kémikus (* 1889)
  - Zsák Károly labdarúgó, kapus (* 1895)
- november 4. – Kabos Endre háromszoros olimpiai bajnok vívó (* 1906)
- november 5.
  - Alexis Carrel francia sebész, fiziológus, orvosi Nobel-díjas (* 1873)
  - Forster György magyar jogász, földbirtokos, országgyűlési képviselő (* 1891)
- november 9. – Radnóti Miklós költő (* 1909)
- november 10. – Ferdinand Gottschalk(wd) angol színész (* 1858)
- november 12. – George David Birkhoff(wd) amerikai matematikus, Garrett Birkhoff matematikus apja (* 1884)
- november 13. – Otto Blumenthal(wd) német matematikus (* 1876)
- november 19.
  - Ignacio Bolívar y Urrutia(wd) spanyol biológus, entomológus (* 1850)
  - Horvay János szobrász (* 1873)
- november 22. – Sir Arthur Stanley Eddington huszadik század eleji angol asztrofizikus (* 1882)
- november 30. – Szomory Dezső magyar író (* 1869)
- december 3. – Faragó György magyar zongoraművész (* 1913)
- december 9. – Laird Cregar(wd) amerikai színész (* 1913)
- december 13. – Lupe Vélez(wd) mexikói-amerikai színésznő, táncosnő (* 1908)
- december 16. – Stuart Paton(wd) brit-amerikai filmrendező, forgatókönyvíró, színész (* 1883)
- december 17. – Tutsek Anna ifjúsági író (* 1865)
- december 20.
  - Bródy Imre fizikus (* 1891)
  - Merna Kennedy(wd) amerikai színésznő (* 1908)
- december 22. – Harry Langdon amerikai színész (* 1884)
- december 24.
  - Bajcsy-Zsilinszky Endre magyar politikus, újságíró (* 1886)
  - Faluhelyi Ferenc nemzetközi jogász, egyetemi tanár, jogtudós (* 1886)
  - Pesti Barnabás vegyészmérnök, az illegális magyar kommunista mozgalom tagja (* 1920)
- december 29. – Julie Wolfthorn(wd) német festő, grafikus (* 1864)
- december 30. – Romain Rolland francia író, Nobel-díjas (* 1866)
- december 31. – Gürtler Dénes esperes-plébános, felvidéki magyar politikus, magyarországi országgyűlési képviselő (* 1881)

## Nobel-díjasok
- A Nobel-díjat a svéd Alfred Nobel alapította, 1901 óta adják át, melyet a Svéd Királyi Tudományos Akadémia ítél oda a tudomány, az irodalom és humanitárius területen kimagasló eredményt elért magánszemélyeknek, illetve intézményeknek.

| Fizikai            | Isidor Isaac Rabi                       |
| Kémiai             | Otto Hahn                               |
| Orvosi-fiziológiai | Joseph Erlanger, Herbert Spencer Gasser |
| Irodalmi           | Johannes Vilhelm Jensen                 |
| Béke               | Nemzetközi Vöröskereszt                 |